# جون ورك
جون ورك هو مستكشف كندي، ولد في 1792 في مقاطعة دونيجال في جمهورية أيرلندا، وتوفي في 22 ديسمبر 1861 في فيكتوريا في كندا.